# Loris Werner
Loris Werner detto Bugs (Steamboat Springs, 1940) è un ex sciatore alpino, saltatore con gli sci e fondista statunitense.

## Biografia
Sciatore polivalente fratello di Buddy e Gladys, a loro volta sciatori alpini, Loris Werner gareggiò sia nello sci nordico sia nello sci alpino: si qualificò per il salto con gli sci ai IX Giochi olimpici invernali di Innsbruck 1964, ma non prese parte alla competizione, e fu campione NCAA (circuito universitario) nel salto con gli sci e nello sci di fondo nel 1965 e nel 1966.
Anche nello sci alpino fu campione NCAA nel 1965 e nel 1966 (discesa libera, slalom speciale; nel 1965 vinse anche il titolo nazionale di discesa libera e debuttò in campo internazionale alla Roch Cup di quell'anno (Aspen, 29-31 gennaio), classificandosi 14º nella discesa libera e non completando lo slalom speciale.
Nel 1967 prese parte alla stagione inaugurale della Coppa del Mondo, esordendo il 15 gennaio a Wengen in slalom speciale senza completare la prova e ottenendo il primo piazzamento il 21 gennaio a Kitzbühel in discesa libera (63º); nella successiva stagione 1967-1968 nel massimo circuito internazionale conquistò il suo miglior risultato, il 15 marzo ad Aspen in discesa libera (32º), e prese per l'ultima volta il via, il giorno successivo nella medesima località in slalom speciale senza completare la prova. Non prese parte a rassegne olimpiche o iridate.

## Palmarès

### Campionati statunitensi
- 1 oro (discesa libera nel 1965[1][4])

## Riconoscimenti
- Colorado Sports Hall of Fame[senza fonte]
- Western Colorado University Hall of Fame (2000)[1]